# Réserve opérationnelle de cyberdéfense
La réserve opérationnelle de cyberdéfense (RCD) est une réserve militaire française, créée en mai 2016 par le ministère de la Défense, à la suite de la réserve citoyenne de cyberdéfense (avec laquelle elle a, à terme, vocation à fusionner). Elle est rattachée au commandement de cyberdéfense depuis la création de ce dernier en janvier 2017. Sa mise en place a été prescrite par le Livre blanc sur la défense et la sécurité nationale de 2013.

## Composition
La RCD est composée :
- de réservistes citoyens à vocation opérationnelle (pouvant être basculés dans la réserve opérationnelle de leur armée de rattachement en cas de crise) ;
- de réservistes opérationnels de l'Armée de terre, de l'Armée de l'air, de la Marine nationale et de la Gendarmerie nationale ;
- de militaires d'active.

Une partie des réservistes opérationnels sont recrutés comme « spécialistes », c'est-à-dire sans formation militaire spécifique, pour des missions correspondant à leurs qualifications professionnelles civiles. Le commandement de cyberdéfense prévoit à terme (pour 2019) des effectifs de 4000 réservistes citoyens et de 400 réservistes opérationnels, associés à 40 militaires d'active ou agents du ministère.
Le Bureau Appui au Recrutement et Commandement (BARC), situé sur l'école militaire de Paris est chargé du recrutement des candidats.Le recrutement des réservistes vise principalement les étudiants en informatique et les professionnels du secteur.
Le Bureau Réserve (BR) situé sur Rennes est chargé de la gestion administrative des réservistes opérationnels de la cyberdéfense (ROPS) et de leur préparation opérationnelle (évaluations, formations, exercices).
Les réservistes de la RCD sont répartis en quatre profils, en fonction de leurs compétences :
- Les coordinateurs, avec un profil axé sur le commandement et la gestion, sont dédiés à l'encadrement des équipes de réservistes citoyens ;
- Les experts, avec un profil de séniors en cyberdéfense, ont pour mission d'apporter des connaissances approfondies sur un système ou une organisation et de participer à l'élaboration de nouveaux systèmes, outils et mesures de défense ;
- Les analystes, avec un profil de techniciens supérieurs et d'ingénieurs, ont pour responsabilité les opérations de recherches, d'analyse et de traitement technique d'un incident ;
- Les techniciens, avec un profil d'étudiants en informatique, effectuent des actions simples principalement orientées vers la reconstruction de systèmes et de réseaux.

## Missions
L'objectif de la RCD est de disposer d'une réserve mobilisable en cas d'attaque informatique de grande envergure. La mission principale de la RCD sera alors la restauration des capacités opérationnelles des systèmes impactés (réinstallation, reconfiguration et durcissement des systèmes informatiques). Dans l'hypothèse d'une telle crise, la RCD pourra être déployée sur trois fronts :
- sous l'autorité du commandement de cyberdéfense, pour intervenir sur les systèmes dépendant du ministère des Armées ;
- sous l'autorité du ministère de l'Intérieur, pour intervenir sur les systèmes relevant de son périmètre ;
- sous l'autorité de l'ANSSI, pour intervenir sur les systèmes relevant d'autres ministères ou sur les systèmes des opérateurs d'importance vitale (OIV) (administrations ou entreprises). Dans ce cas, la RCD intervient en complément ou en support des prestataires qualifiés par l'ANSSI pour intervenir auprès des OIV, en particulier les prestataires de réponse aux incidents de sécurité (PRIS).

Certains réservistes seront habilités pour intervenir sur des réseaux et systèmes classifiés.
Les interventions de la RCD incluent notamment :
« 
- L’appui à la planification et à la conduite de la chaîne opérationnelle de cyberdéfense, sur le territoire national ;
- [La fourniture d']un complément ponctuel d’expertise ;
- Le déploiement de groupes d’intervention rapide sur le territoire national ;
- L’analyse de l’incident, des conséquences et [la proposition de] mesures de remédiation ;
- Le déploiement d’équipes de reconstruction de réseaux.

 »